# Wendy Starland
Wendy Starland (født 9. februar 1981) er en amerikansk sanger, sangskriver og producer. I 2008 var hun talsmand og model i en reklamekampagne til 300 millioner dollars for tøjlinjen, Boy Meets Girl.
Det var Wendy Starland, der opdagede Lady Gaga og skaffede hende en kontrakt med produceren Rob Fusari, som fik Gaga frem i lyset. Starland og Lady Gaga har skrevet sange sammen.